# Wartel

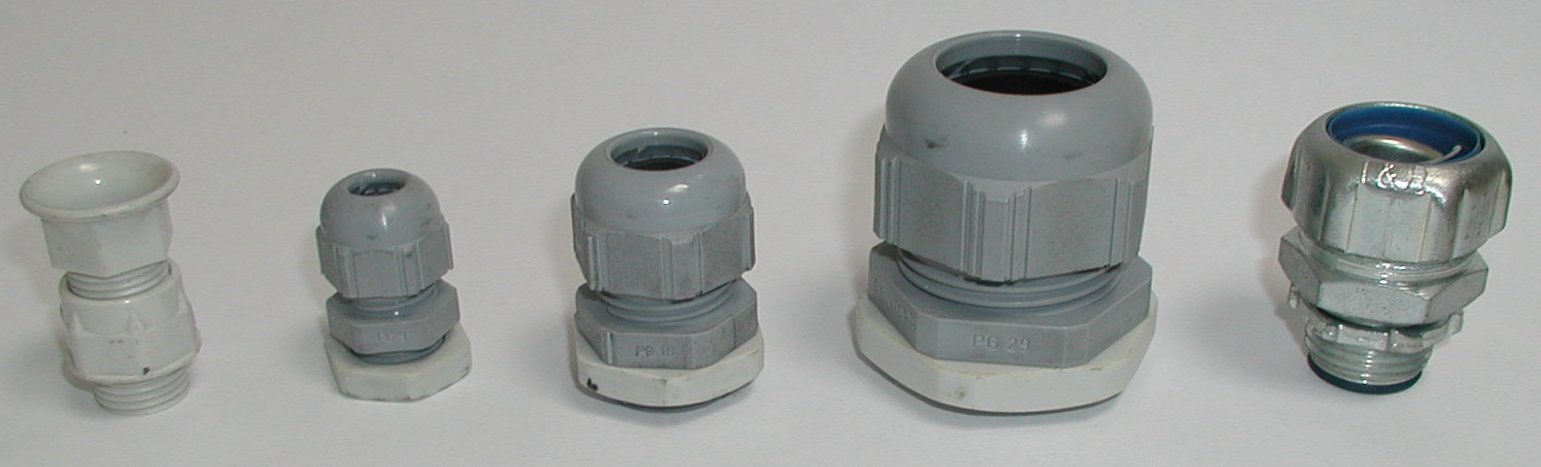
Kabelwartels

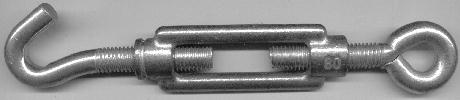
Draad- of wantspanner, spanwartel

De term wartel heeft een scala aan betekenissen. Aspecten bij vrijwel elke betekenis zijn het draaien of bewegen van een onderdeel.
- een kabeldoorvoer, een voorziening om kabels door een wand te voeren, als bescherming tegen het schavielen en om te voorkomen dat er vloeistoffen of gassen langs de kabel lekken.
- een spanwartel, een voorziening om een draad, staaf of kabel mee op spanning te zetten.
- twee schakels aan het einde van een ketting, die niet in elkaar zijn gesmeed, maar door een vrij draaiende as met elkaar zijn  verbonden. Bekende voorbeelden zijn de bevestiging van een ankerketting aan een anker, de bevestiging van een horlogeketting aan een horloge en de musketonhaak aan een sleutelkoord.
- Een moer waarmee twee vlakke uiteinden van een gas- of waterleiding gas- of waterdicht (meestal met behulp van pakking) tegen elkaar aan getrokken worden. Vooral de aansluiting van een apparaat op de leiding wordt veelal via een wartel gerealiseerd. Ook de aansluiting na (gezien in de stroomrichting van het water of gas) een stopkraan wordt vaak als wartel uitgevoerd.

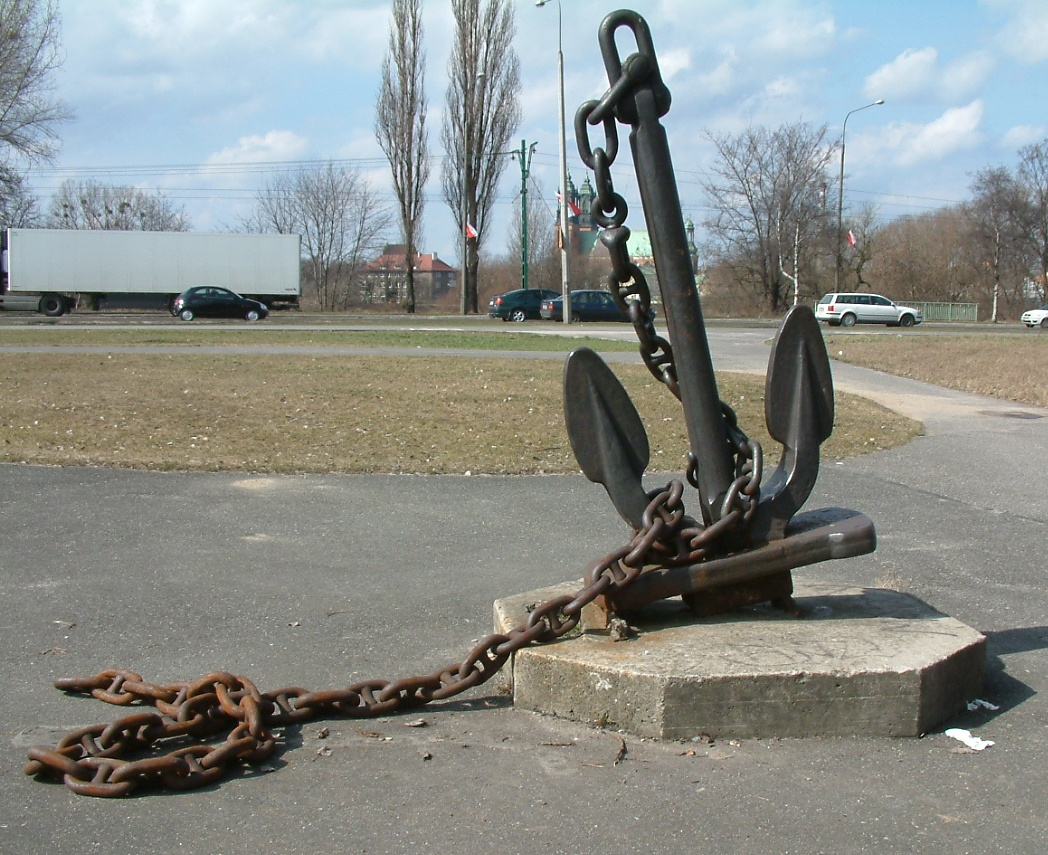
Kettingwartel
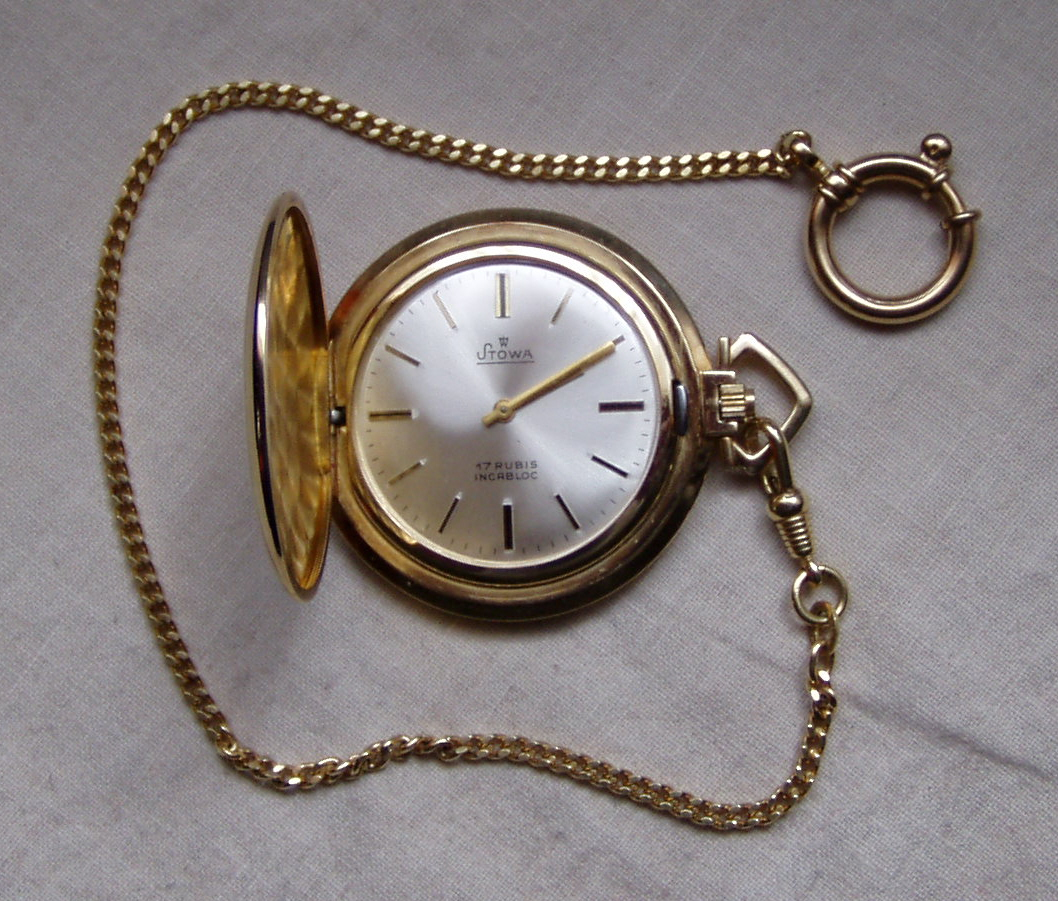
Horlogeketting met wartel
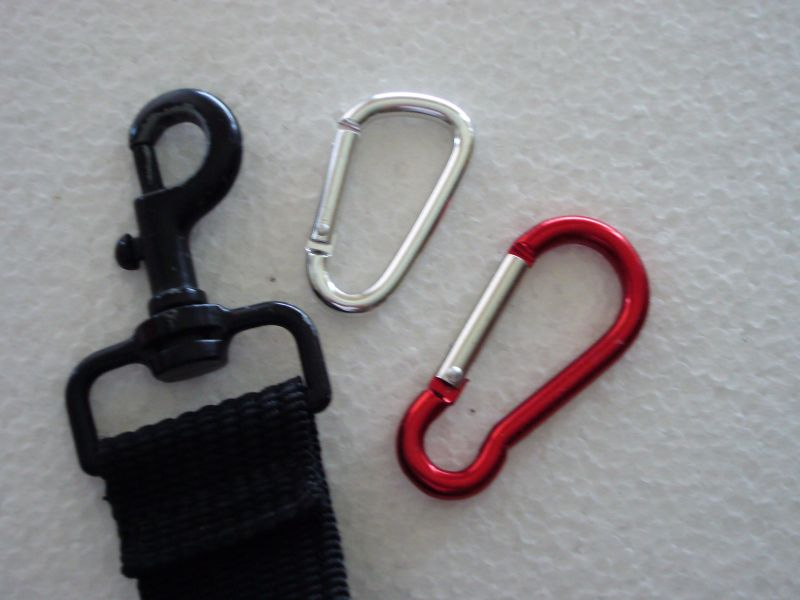
Wartel aan een sleutelkoord